# ベリサマ
ベリサマ（Belisama）は、ケルト神話に登場する湖、川、炎や工芸品を司る女神。火をあつかう諸業を司る巫女の様な存在であったと考えられる。光の神・ベレヌスの妻でもある。名前は「夏の輝き」という意味。